# Айо (Фриули)
Вижте пояснителната страница за други личности с името Айо.
Айо (Aio, Haio; † сл. 811) е лангобардец, маркграф/херцог на маркграф на Фриули от 808 до 817 г.
Той става през 808 г. маркграф на Фриули след Хунфрид.

## Деца
Айо има трима сина, на които дава владенията си:
- Албуин († сл. 7 юли 809), във Фриули и Виченца
- Ингоберт († сл. 7 юли 809), във Виченца
- Агискалф († сл. 7 юли 809), във Верона